# Episodi di Inazuma Eleven (seconda stagione)
La seconda saga dell'anime è quella tratta dal secondo videogioco della serie. Conta 41 episodi, corrispondenti agli episodi dal 27 al 67 sui 127 della prima serie. In Giappone è stata trasmessa su TV Tokyo dall'8 aprile 2009 al 27 gennaio 2010.
In Italia mantiene il titolo della prima stagione: Inazuma Eleven - La squadra delle meraviglie. I primi 4 episodi sono stati trasmessi su Disney XD dal 25 al 28 giugno 2010 e poi su Rai 2 dopo la trasmissione della prima stagione. Gli episodi dal 31 al 65 sono stati invece trasmessi in prima visione su Rai 2 nell'estate del 2010. Dopodiché Disney XD ha replicato i primi 14 episodi dal 13 al 28 settembre 2010, e gli episodi dal 41 al 65 dal 18 gennaio all'11 aprile 2011. Gli ultimi due episodi sono stati trasmessi in prima visione su Disney XD rispettivamente il 12 e il 13 aprile 2011, mentre su Rai 2 sono stati trasmessi rispettivamente il 7 ed il 14 gennaio 2012.
La serie è preceduta da Inazuma Eleven e seguita da Inazuma Eleven 3.
| Nº | Titolo italiano Giapponese 「Kanji」 - Rōmaji - Traduzione letterale | In onda           | In onda           |
| Nº | Titolo italiano Giapponese 「Kanji」 - Rōmaji - Traduzione letterale | Giapponese        | Italiano          |
| 27 | Arrivano gli alieni! 「宇宙人が来た!」 - Uchū-jin ga kita! – "Sono arrivati gli alieni!" | 8 aprile 2009     | 25 giugno 2010    |
| 27 | Dopo la Vittoria del Football Frontier della Raimon, arrivano dal cielo dei palloni neri che colpiscono la scuola della Raimon, distruggendola. Arrivano quindi gli alieni della Alius Academy. La capolista di quel campionato è la Gemini Storm, capitanata da Jordan Greenway, che si scontrerà con la Raimon. |                   |                   |
| 28 | Il ritorno della Raimon 「出撃! 雷門イレブン!!」 - Shutsugeki! Raimon Irebun!! – "Sortita! Raimon Eleven!" | 15 aprile 2009    | 26 giugno 2010    |
| 28 | La Raimon perde per 20 reti a 0 contro la Gemini Storm, che distrugge anche L'Umbrella Junior High per poi sparire nel nulla. La Raimon cambia allenatore, a sorpresa questo allenatore è una donna, Lina Schiller. |                   |                   |
| 29 | Raimon VS Secret Service 「倒せ! 黒の11人!!」 - Taose! Kuro no jū-ichi-nin!! – "Sconfitta! Gli 11 neri!!" | 22 aprile 2009    | 27 giugno 2010    |
| 29 | La Secret Service, squadra composta dalle guardie del corpo del presidente, sfida la Raimon, e la mette subito in difficoltà, visto che dopo la partita contro la Gemini Storm deve rinunciare a Max, Steve, Timmy, Sa e Jim rimanendo così in 10. L'allenatrice a sorpresa manda in panchina 3 Jack, Nathan e Kevin (lievemente infortunati) lasciando così la Raimon in 7. Nonostante tutte le difficoltà la Raimon vince 1-0 grazie ad un gol di Axel. Intanto Victoria Vanguard (figlia del presidente della Federazione e capitano della Secret Service) si unisce alla Raimon.           |                   |                   |
| 30 | Voglia di riscatto 「脅威! エイリア学園!!」 - Kyōi! Eiria Gakuen!! – "Minaccia! Alius Academy!!" | 29 aprile 2009    | 28 giugno 2010    |
| 30 | La Gemini Storm ricompare e sfida un'altra volta la Raimon, che perde ancora e questa volta per 32 reti a 0 visto che l'allenatrice ha spostato tutta la squadra a centrocampo (poi si scoprirà che lo ha fatto solo per permettere a Mark di imparare il modo per parare i tiri della Gemini Storm). Axel viene cacciato dalla squadra per salvaguardare la vita della sorella. |                   |                   |
| 31 | Alla ricerca del leggendario centravanti! 「伝説的なストライカーをして下さい!」 - Densetsu no sutoraikā o sagase! – "Cerchiamo l'attaccante leggendario!" | 6 maggio 2009     | 15 settembre 2010 |
| 31 | La Raimon va alla ricerca di Shawn Froste, un leggendario attaccante con tecniche formidabili e, dopo una breve sosta in Hokkaido per allenarsi, riescono a incontrarlo senza però rendersene conto. |                   |                   |
| 32 | Il Lupo dei Ghiacci 「雪原の皇子（プリンス）!」 - Setsugen no purinsu! – "Il prince della distesa di neve!" | 13 maggio 2009    | 16 settembre 2010 |
| 32 | La Raimon incontra ancora Shawn Froste, questa volta sapendo chi sia. Giocano una partita contro l'Alpine (la squadra di Shawn), ma proprio quando pensano che non sia un formidabile giocatore, lui incomincia a giocare veramente: stoppa il Dragon Crash e scarta tutta la squadra per poi mostrare la sua Tormenta Glaciale che supera senza difficoltà sia il Muro di Roccia di Jack sia la Torre Inespugnabile di Victoria sia la Mano di Luce di Mark. Non c'è dubbio: è lui il sostituto di Axel.                                                                                      |                   |                   |
| 33 | Un nuovo tipo di allenamento! 「エースストライカーはだれだ!」 - Ēsu sutoraikā wa dare da! – "Chi è l'attaccante-asso? !" | 20 maggio 2009    | 17 settembre 2010 |
| 33 | Shawn insegna a tutti un nuovo tipo di allenamento per diventare veloci come il vento: fare Snowboard schivando palle di neve giganti; in quel momento la Gemini Storm compare di nuovo. |                   |                   |
| 34 | La riscossa della Raimon! 「衝撃! エイリア学園!!」 - Shōgeki! Eiria Gakuen!! – "Shock! Alius Academy!!" | 27 maggio 2009    | 20 settembre 2010 |
| 34 | La Raimon si batte per difendere l'Alpine e vince 2-1. I gol sono segnati dalla nuova tecnica di Kevin il Drago Alato che risponde alla Cometa Astrale di Jordan e dalla Tormenta Glaciale di Shawn. Clamorosamente spunta dal nulla una squadra aliena più forte della Gemini Storm: la Epsilon. Nel frattempo un'auto della polizia si ribalta e ne esce indenne niente meno che Ray Dark. |                   |                   |
| 35 | Arriva la Epsilon 「イプシロン来襲!」 - Ipushiron raishū! – "L'attacco della Epsilon!" | 3 giugno 2009     | 21 settembre 2010 |
| 35 | La Epsilon capitanata da Dvalin sfida e batte in 6 minuti la Cloister 15-0. la Raimon perciò si fa avanti con l'aiuto di Scott un ragazzino pestifero con grandi potenzialità sfida la Epsilon in una partita che come detto da Dvalin durerà solo 3 minuti. |                   |                   |
| 36 | Forza nascosta 「かくされた力!」 - Kakusareta chikara! – "Forza nascosta!" | 10 giugno 2009    | 22 settembre 2010 |
| 36 | La Raimon perde 1-0 con il gol di Zell grazie al Laser Fotonico, ma Scott dimostra il suo potenziale e viene reclutato. Mark incontra un ragazzo misterioso chiamato Xavier Foster. |                   |                   |
| 37 | La tecnica proibita (prima parte) 「帝国の逆襲・前編!!」 - Teikoku no gyakushū - zenpen!! – "Il contrattacco della Royal - prima parte!!" | 17 giugno 2009    | 23 settembre 2010 |
| 37 | Dark ha costituito l'Absolute Royal Academy con molti amici di Jude e Caleb Stonewall. David Samford, convinto da Dark, utilizza in partita il Pinguino Imperatore n°1 (tecnica proibita perché dannosa anche per chi la usa) con cui porta l'Absolute Royal Academy sull'1-0. |                   |                   |
| 38 | La tecnica proibita (seconda parte) 「帝国の逆襲・後編!!」 - Teikoku no gyakushū - kōhen!! – "Il contrattacco della Royal - seconda parte!!" | 24 giugno 2009    | 24 settembre 2010 |
| 38 | non solo David usa una tecnica proibita ma anche Joe, infatti usa una tecnica altrettanto dannosa come il Pinguino Imperatore n°1 : il Morso della Belva. La partita tra Raimon e Absolute Royal Academy finisce 1-1 grazie al Drago Glaciale si Kevin e Shawn ma David e Joe vengono ricoverati in ospedale, Kevin si infortuna una caviglia a causa di un intervento "fortuito" di Caleb, e Dark scompare di nuovo. |                   |                   |
| 39 | La grinta di Kevin 「最後のワイバーンブリザード!」 - Saigo no Waibān Burizādo! – "L'ultimo Wyvern Blizzard!" | 1º luglio 2009    | 28 settembre 2010 |
| 39 | Kevin, infortunatosi per colpa di Caleb, cerca di negare l'evidenza continuando a giocare ma la caviglia peggiora ed è costretto a rimanere a casa. Intanto Scott impara la tecnica che ha esibito contro la Epsilon involontariamente: la Turbina Rotante. |                   |                   |
| 40 | Le ragazze della tripla "C" 「一之瀬! 最大の危機!!」 - Ichinose! Saidai no kiki!! – "Ichinose! La più grande crisi!!" | 8 luglio 2009     | 28 settembre 2010 |
| 40 | Suzette, una ragazza di Osaka, s'innamora di Erik e sfida la Raimon per il suo futuro; ma la Raimon vince 4-1 grazie a 2 gol di Erik con il suo Colpo a Spirale e 2 gol di Shawn con la Tormenta Glaciale, che surclassano il Volo della Farfalla di Suzette. |                   |                   |
| 41 | Un allenamento straordinario 「デザームの罠!!」 - Dezāmu no wana!! – "La trappola di Dezarm!!" | 22 luglio 2009    | 18 gennaio 2011   |
| 41 | La CCC (carine, conturbanti, chic) possiede un fantastico impianto di allenamento che si rivela essere, però, della Epsilon, che sopraggiunge. |                   |                   |
| 42 | La forza di una squadra 「激闘! 最凶イプシロン!!」 - Gekitō! Sai kyō Ipushiron!! – "Lotta feroce! Epsilon, la più maligna!!" | 29 luglio 2009    | 19 gennaio 2011   |
| 42 | la Raimon affronta di nuovo la Epsilon con cui compete ad armi pari grazie all'allenamento nell'impianto della CCC e la partita finisci sul 1-1 gol del vantaggio di Zell, Mercury e Metron con la Meteora Infuocata e gol del pareggio di Shawn con l'evoluzione numero 4 della Tormenta Glaciale che supera il Tunnel Spaziale di Dvalin. Mark evolve la Mano del Colosso. |                   |                   |
| 43 | La tecnica finale segreta del nonno 「じいちゃんの究極奥義!」 - Jī-chan no kyūkyoku ōgi! – "Il segreto finale del nonno!" | 5 agosto 2009     | 20 gennaio 2011   |
| 43 | Mark scopre l'esistenza di una tecnica fortissima, il Pugno di Giustizia, e conosce Darren LaChanche, un portiere molto caparbio in grado di eseguire sia la Mano di Luce sia la Mano del Colosso. |                   |                   |
| 44 | Un'altra Mano del Colosso 「もうひとつのマジン・ザ・ハンド!」 - Mō hitotsu no Majin za Hando! – "Di nuovo una Majin the Hand!" | 12 agosto 2009    | 21 gennaio 2011   |
| 44 | Si gioca una partita d'allenamento tra Raimon e Fauxshore vinta dalla Raimon per 4-0; i gol sono segnati da Erik con il Colpo a Spirale, da Erik e Jude con il Calcio Gemello, da Erik, Bobby e Mark con il Volo della Fenice e da Suzette con i Petali di Rosa. La notte Mark si dà appuntamento con Xavier per una partita e scopre che in realtà il suo nome è Xene: anch'egli è un alieno ed è capitano della Genesis, la squadra più forte dell'Alius Academy. |                   |                   |
| 45 | Doppia personalità 「激震! 最強のジェネシス!!」 - Gekishin! Saikyō no Jeneshisu!! – "Terremoto! Genesis, la più forte!!" | 19 agosto 2009    | 25 gennaio 2011   |
| 45 | La Genesis liquida la Raimon 20-0 e Shawn entra in crisi perché crede che i suoi compagni preferiscano fosse suo fratello Aiden, del quale sente lo spirito dopo la sua morte. I giocatori della Raimon vengono a conoscenza della sua doppia personalità. Nathan e Tod abbandonano la squadra. |                   |                   |
| 46 | La crisi di Mark 「キャプテンの試練!」 - Kyaputen no shiren! – "La prova del capitano!" | 26 agosto 2009    | 26 gennaio 2011   |
| 46 | Anche Mark entra in crisi per l'abbandono di Nathan e Tod ma si fa forza grazie a Darren. La Epsilon viene criticata per il mancato successo contro la Raimon. |                   |                   |
| 47 | Il ragazzo venuto dal mare 「南海の大決闘!」 - Nankai no dai kettō! – "Il grande duello del mare meridionale!" | 2 settembre 2009  | 27 gennaio 2011   |
| 47 | La Raimon si dirige ad Okinawa per cercare un ragazzo chiamato Bomber di Fuoco (si scoprirà che è Axel), e sulla strada conoscono Hurley Kane. |                   |                   |
| 48 | Bomber di Fuoco 「炎のストライカー!」 - Honoo no sutoraikā! – "L'attaccante delle fiamme!" | 9 settembre 2009  | 28 gennaio 2011   |
| 48 | I ragazzi cercano il Bomber di Fuoco ma s'imbattono in un altro alieno: Torch, capitano della Prominence, che riesce a scartare da solo tutta la Raimon, per poi segnare con la sua Palla di Fuoco. |                   |                   |
| 49 | Una questione di ritmo 「ノリノリ! リズムサッカー!!」 - Norinori! Rizumu sakkā!! – "Buonumore! Calcio del ritmo!!" | 16 settembre 2009 | 1º febbraio 2011  |
| 49 | Hurley organizza una partita tra la Raimon e la sua bizzarra squadra: la Mary Times Memorial. |                   |                   |
| 50 | Il Pugno di Giustizia 「うなれ! 正義の鉄拳!!」 - Unare! Seigi no Tekken!! – "Ruggisci! Pugno di Giustizia!!" | 23 settembre 2009 | 2 febbraio 2011   |
| 50 | La Mary Times Memorial mette in difficoltà la Raimon che riesce a vincere 1-0 grazie al Volo della Farfalla di Victoria e Suzette. Durante la partita Hurley esibisce il suo colpo micidiale : l'Onda Inarrestabile. Mark per pararla esegue il Pugno di Giustizia che metterà a punto facendo surf con Hurley. Compare di nuovo la Epsilon, ora Epsilon Plus. |                   |                   |
| 51 | La Epsilon Plus! 「逆襲! イプシロン改!!」 - Gyakushū! Ipushiron Kai!! – "Contrattacco! Nuova Epsilon!!" | 30 settembre 2009 | 3 febbraio 2011   |
| 51 | Nella partita ha luogo l'ennesima crisi di Shawn che non giocherà per un po' di tempo mentre Dvalin - dopo aver parato 2 volte con la Trivella Spaziale la Tormenta Glaciale e riesce a bloccarla con una sola mano - diventa attaccante e, con il suo Calcio Interdimensionale, riesce a demolire il Pugno di Giustizia. |                   |                   |
| 52 | Il ritorno di Axel 「復活の爆炎!!」 - Fukkatsu no baku honoo!! – "La fiamma esplosiva del ritorno!!" | 30 settembre 2009 | 4 febbraio 2011   |
| 52 | Quando la partita si è messa male e la Raimon è distrutta, torna in campo Axel che sigla una doppietta con il Tornado di Fuoco e con la Tormenta di Fuoco trascina la squadra alla vittoria. Compare anche Gazel, capitano della Diamond Dust, che avvisa Mark di un'imminente partita. |                   |                   |
| 53 | Una nuova partita 「凍てつく闇・ダイヤモンドダスト!」 - Itetsuku yami - Daiyamondo Dasuto! – "Oscurità gelante - Diamon Dust!" | 7 ottobre 2009    | 11 febbraio 2011  |
| 53 | La Raimon torna a casa ma deve vedersela con la Diamond Dust. La partita non si sblocca e, in un momento di difficoltà, riappare Byron Love. |                   |                   |
| 54 | Un nuovo compagno di squadra 「最強の助っ人アフロディ!」 - Saikyō no suketto Afurodi! – "Il più forte aiutante Aphrodi!" | 14 ottobre 2009   | 18 febbraio 2011  |
| 54 | L'ex giocatore della Zeus ha buone intenzioni e, con il suo innesto, la Raimon conclude il match 2-2. I gol sono segnata da Byron con il Colpo Supremo che porta in vantaggio la Raimon. La Diamond Dust ribalta il risultato con una doppietta di Gazel che segna con la sua Sfera di Ghiaccio. Infine la Raimon pareggia con la Tormenta di Fuoco di Axel. |                   |                   |
| 55 | Un nuovo ruolo per Mark! 「円堂・新たなる挑戦!」 - Endō - Aratanaru chōsen! – "Endō - Nuova sfida!" | 21 ottobre 2009   | 25 febbraio 2011  |
| 55 | L'allenatrice sposta Mark nel ruolo di libero e lui impara la Respinta Inazuma. |                   |                   |
| 56 | Ritorno alla Royal Academy 「対決! 円堂vs豪炎寺!!」 - Taiketsu! Endō tai Gōenji!! – "Resa dei conti! Endō VS Gōenji!!" | 28 ottobre 2009   | 4 marzo 2011      |
| 56 | Darren inizia ad allenarsi per padroneggiare la Mano Insuperabile mentre Mark dopo aver imparato la Respinta Inazuma si mette ad imparare assieme a Jude e Bobby la Zona Micidiale 2. |                   |                   |
| 57 | Una squadra eccezionale! 「奇跡のチーム!ザ・カオス!!」 - Kiseki no chīmu! Za kaosu!! – "La squadra miracolosa! The Chaos!!" | 4 novembre 2009   | 11 marzo 2011     |
| 57 | Inizia una partita tra la Raimon e la Chaos, squadra formata da cinque membri della Diamond Dust e sei della Prominence. La Chaos conduce per 10-0. |                   |                   |
| 58 | Una rivelazione inattesa 「炸裂! ファイアブリザード!!」 - Sakuretsu! Faia Burizādo!! – "Esplosione! Fire Blizzard!!" | 11 novembre 2009  | 18 marzo 2011     |
| 58 | La partita tra Raimon e Chaos finisce 11-7 per via dell'interruzione di Xavier che si scoprirà essere il fratello dell'allenatrice. Byron per colpa di un infortunio lascia la squadra. |                   |                   |
| 59 | Al monte Fuji 「ついに来た! エイリア学園!!」 - Tsuini kita! Eiria Gakuen!! – "Alla fine è arrivata! Alius Academy!!" | 18 novembre 2009  | 25 marzo 2011     |
| 59 | L'allenatrice, per spiegare la realtà dell'Alius Academy alla Raimon, la porta al Monte Fuji. |                   |                   |
| 60 | La pietra di Alius 「エイリア学園の正体!」 - Eiria Gakuen no shōtai! – "L'identità dell'Alius Academy!" | 2 dicembre 2009   | 4 aprile 2011     |
| 60 | Armstong Schiller (fondatore dell'Alius Academy e padre di Lina Schiller) spiega tutta la storia alla Raimon. Inizia la partita fra Raimon e Genesis. La Genesis passa in vantaggio grazie alla Meteora Dirompente di Xavier: 1-0 |                   |                   |
| 61 | Il ritorno di Shawn 「最終決戦!ザ・ジェネシス・前編!!」 - Saishū kessen! Za Jeneshisu - zenpen!! – "Battaglia finale! The Genesis - prima parte!!" | 9 dicembre 2009   | 5 aprile 2011     |
| 61 | La partita fra la Raimon e la Genesis continua. Shawn segna il goal dell'1-1 grazie alla sua nuova tecnica micidiale: il Richiamo del Lupo. La Genesis passa di nuovo in vantaggio grazie alla Supernova di Xene, Bellatrix e Wittz: 2-1 |                   |                   |
| 62 | Il potere dell'amicizia 「最終決戦!ザ・ジェネシス・後編!!」 - Saishū kessen! Za Jeneshisu - kōhen!! – "Battaglia finale! The Genesis - seconda parte!!" | 16 dicembre 2009  | 6 aprile 2011     |
| 62 | La partita fra la Raimon e la Genesis finisce sul punteggio di 4-3 per la Raimon. Il Secondo Goal della Raimon sarà fatto da Mark, Jude e Bobby con la Zona Micidiale 2 con la quale raggiungolo il pareggio. la Genesis passa in vantaggio 3-2 grazie al Pinguino Spaziale e la Raimon ribalta il risultato grazie a Shawn e Axel con il Fuoco Incrociato e a Mark, Axel e Shawn con l'Energia della Terra. |                   |                   |
| 63 | Una nuova minaccia 「終わりなき脅威!」 - Owari naki kyōi! – "La minaccia senza fine!" | 23 dicembre 2009  | 7 aprile 2011     |
| 63 | La Raimon ha ancora una nuova minaccia, quelli dei Dark Emperors, squadra composta dagli ex-membri della Raimon, tra cui Nathan (capitano), Kevin e Tod. |                   |                   |
| 64 | Raimon VS Raimon 「激突! 雷門VS雷門!!」 - Gekitotsu! Raimon tai Raimon!! – "Scontro! Raimon VS Raimon!!" | 6 gennaio 2010    | 8 aprile 2011     |
| 64 | La Raimon si scontra con i Dark Emperors, squadra composta dagli ex-membri della Raimon, tra cui Nathan, Kevin e Tod. La Raimon sta perdendo 2-0 grazie ai gol di Shadow con il Dark Tornado, e Kevin con il Drago Alato. |                   |                   |
| 65 | Un vero capitano 「友情の究極奥義!」 - Yūjō no kyūkyoku ōgi! – "Il segreto finale dell'amicizia!" | 13 gennaio 2010   | 11 aprile 2011    |
| 65 | Per riacciuffare il pareggio Shawn segna prima con il Richiamo del Lupo e poi Axel e Shawn segnano con il Fuoco Incrociato. I Dark Emperors tornano in vantaggio grazie alla Fenice Oscura di Max, Nathan e Kevin. Grazie alla sua Vera Mano di Luce Mark fa ricordare i bei momenti passati assieme ai suoi compagni e tutto torna alla normalità e la pietra si distrugge. Una volta distrutta la partita diventa divertente, Axel riacciuffa il pareggio e finisce così. Mark viene lanciato in aria dopo l'arresto di Godric Wise fatto dalla polizia e lo scioglimento dei Dark Emperors. |                   |                   |
| 66 | I più forti della Terra (prima parte) 「地上最強のチームへ! ブリザード編!!」 - Chijō saikyō no chīmu e! Burizādo-hen!! – "Verso la squadra più forte sulla Terra! Edizione Blizzard!!" | 20 gennaio 2010   | 12 aprile 2011    |
| 66 | Viene riassunta la prima parte della seconda stagione con Mark e Shawn. |                   |                   |
| 67 | I più forti della Terra (seconda parte) 「地上最強のチームへ! ファイア編!!」 - Chijō saikyō no chīmu e! Faia-hen!! – "Verso la squadra più forte sulla Terra! Edizione Fire!!" | 27 gennaio 2010   | 13 aprile 2011    |
| 67 | Viene riassunta la seconda parte della seconda stagione con Mark, Axel e Shawn. |                   |                   |

## Fonti
Per la trasmissione giapponese:
- (JA) Lista degli episodi da 27 a 38 sul sito ufficiale, su tv-tokyo.co.jp. URL consultato il 4 maggio 2013 (archiviato dall'url originale il 15 giugno 2011).
- (JA) Lista degli episodi da 39 a 52 sul sito ufficiale, su tv-tokyo.co.jp. URL consultato il 4 maggio 2013 (archiviato dall'url originale il 30 maggio 2011).
- (JA) Lista degli episodi da 53 a 67 sul sito ufficiale, su tv-tokyo.co.jp. URL consultato il 4 maggio 2013 (archiviato dall'url originale il 30 maggio 2011).